# Darrell's Island
Darrell's Island är en ö i Bermuda (Storbritannien).   Den ligger i parishen Warwick, i den sydvästra delen av landet, 4 km sydväst om huvudstaden Hamilton. Arean är 0,24 kvadratkilometer.
Terrängen på Darrell's Island är mycket platt. Öns högsta punkt är 14 meter över havet. Den sträcker sig 0,5 kilometer i nord-sydlig riktning, och 1,0 kilometer i öst-västlig riktning.